# Corporación Deportiva Independiente Medellín
La Corporación Deportiva Independiente Medellín és un club professional colombià de futbol de la ciutat de Medellín.

## Història
El club va ser fundat el 15 d'abril de 1913. Ha estat quatre cops campió colombià, els anys 1955, 1957, 2002-II, 2004-I, 2009-II i 2016-I. A nivell internacional la seva millor posició fou una tercera el 2003 a la Copa Libertadores de América.
El seu gran rival és l'altre gran club de la ciutat, l'Atlético Nacional, amb qui comparteix l'estadi Atanasio Girardot.

## Palmarès
- Fútbol Profesional Colombiano (6): 1955, 1957, 2002-II, 2004-I, 2009-II, 2016-I
- Copa Colòmbia (3):  1981, 2019, 2020

## Jugadors destacats
| 1950's - Oscar 'Ñembo' Restrepo - Efraín 'Caimán' Sánchez - Carlos Arango - Jorge 'Chema' Méndez - Leonel Montoya - Roberto 'Tito' Drago - Segundo 'Titina' Castillo - Pedro Roque Retamozo - José Manuel Moreno - René Seghini - Felipe Marino - Lidoro Soria - Orlando Larraz - Antonio Sacco - Juan Carlos Toja - Lauro Rodríguez - Luis 'Caricho' Guzman - Lorenzo 'Patemula' Calonga 1960's - Héctor 'Canocho' Echeverri - Mario Agudelo - Perfecto Rodríguez - Ricardo José Ramaciotti - Omar Oreste Corbatta |  | 1970's - Ponciano Castro - Javier Tamayo - Daeio Lopez - Nolberto Molina - Álvaro Santamaría - Jorge 'La Rata' Gallego - Álvaro Escobar - Eladio Vasquez - Bernardo Aristizábal - José Pekerman - Juan Carlos Sarnari - Hugo Horacio Londero - José Velásquez - Hugo Sotil 1980's - Luis Carlos Perea - Leonel Alvarez - Gildardo Gómez - Hernán Darío Gómez - Oscar Pareja - Carlos Castro - John Wilmar Pérez - Gabriel Jaime Gomez - Jorge Olaechea - Eduardo Malasquez - Franco Navarro - Libardo Velez - Carlos 'Pato' Aguilera - Rafael Villazan - Carlos Horacio Salinas - Hector Ramon Sossa - Juan Carlos Letelier |  | 1990's - Carlos Valderrama - René Higuita - Henry Zambrano - Carlos 'La Gambeta' Estrada - Giovanny Hernández - Adolfo 'Tren' Valencia - Ivan Valenciano - Luis Barbat - Oscar 'El Pajaro' Juarez 2000's - Elkin Murillo - Alexander 'Conejo' Jaramillo - Julian Viafara - Jorge Horacio Serna - Luis Amaranto Perea - Malher Tressor Moreno - John Javier 'Choronta' Restrepo - David Montoya - Roberto Carlos 'Choto' Cortés - Andrés Orozco - Jaime Alberto Castrillón - David González - Neider Morantes - Rafael Castillo - Mauricio Molina - Juan Pablo Pino - Felipe Baloy - Aldo Bobadilla |